# Gunbower
Gunbower (269 habitants) est un hameau de l'État de Victoria, en Australie à 272 km au nord de Melbourne.